# ФК Спортист 2 (Своге)
„Спортист II“ (Своге) е дублиращ отбор на ФК „Спортист“ (Своге).
Отборът е основан през 2021 г., като играе своите мачове на тренировъчния терен на „Спортист“ (Своге).

## Сезон 2021/2022
През сезон 2021/2022 отборът играе в „А“ ОГ София. В дебютният си мач за сезона, дубълът на „Шоколадите“ губи от Зенит (Церово) като гост с 5:0.